# ناصر جكو
يعتبر ناصر يوسف جكو من أشهر وأروع لاعبي زمانه وفطحل من فطاحل الكرة العراقية، لعب في مركز المهاجم الثاني، ولد في بغداد عام 1917. دخل مدرسة الطاهرة الابتدائية وفيها تعلم ومارس كرة القدم على أصولها، أختير عام 1935 لتمثيل منتخب معارف بغداد. وفي عام 1936 انضم إلى فريق القوة الجوية وظل يلعب وفياً لناديه حتى اعتزاله اللعب عام 1957.
أستدعي عام 1938 ليمثل منتخب العراق (و هو منتخب غير رسمي شكلته وزارة المعارف لملاقاة فريق بردى السوري). وفي عام 1943 لعب لمنتخب العراق العسكري في دورة ثلاثية ضمته إلى جانب منتخبي انكلترا وبولندا. وفي عام 1945 استدعي إلى تشكيلة منتخب معارف العراق الذي فاز على منتخب معارف لبنان 4-1. وفي عام 1950 استعاره فريق الحرس الملكي من ناديه القوة الجوية في مباراته امام منتخب باكستان (أول منتخب دولي يزور بغداد).
عام 1951 تم تكشيل منتخب العراق لكرة القدم رسمياً واستدعي من قبل المدرب ضياء حبيب ليكون ضمن المنتخب في جولته بتركيا.
شارك مع المنتخب العسكري بدوره معرض دمشق الدولي عام 1954 وسجل خمسة اهداف في مباراة منتخبنا العسكري مع منتخب لبنان. وفي عام 1955 كان قلب هجوم منتخب العراق العسكري في المباراة المشهورة بين مصر والعراق ضمن تصفيات كأس العالم العسكري، وطالبه في حينها حنفي بسطان قائد منتخب مصر بالاعتزال لافول نجمه في المباراة وبزوغ نجم عمو بابا إلا انه واصل اللعب وسافر إلى طهران للمشاركة في دورة الجيوش الآسيوية واحرز هدفين في مرمى سوريا.
اعتزل اللعب عام عام 1957 وأتجه للتدريب وفي عام 1958 قاد فريق الامانة للفوز ببطولتي الدوري والكأس.
اعتزل العمل الرياضي عام 1963. وتوفي في 26 ايلول 1991 إثر مرض عضال. امتد عصره في الفن والابداع عبر ثلاثة عقود من الزمن كان فيها واحداً من أساطير الكرة العراقية، لقبه الناقد الرياضي المعروف إبراهيم إسماعيل بـ (الأسطورة الرياضية الخالدة).